# 君を想うより君に逢いたい
君を想うよりも君に逢いたい（きみをおもうよりきみにあいたい）は、1995年4月17日から6月26日まで、フジテレビ系で放送されていたテレビドラマである。関西テレビとイーストの共同制作。
関西テレビの月10ドラマは、1994年4月からそれまでの読み切りサスペンスから一般ドラマと同じ連続モノへ移行した。当初は、2か月完結の準ショートモノだったがこの作品以降は本来の3か月（1クール）の連続モノとなった。

## キャスト
- 高木 浩一郎：中村雅俊
- 河村 菜摘：斉藤由貴
- 河村 哲夫：河相我聞
- 高木 香織：吉川ひなの
- 田辺 真理子：網浜直子
- 中井 裕二：松田敏幸
- 智子：鶴田さやか
- 田沼 美都子：斉藤満喜子
- 内藤 良子：中里博美
- 内藤 繁：羽場裕一
- 武田 良雄：佐々木克彦
- 黒田 五郎：小林昭二
- 田沼 圭吾：萩原流行
- 高木 由紀子：原田美枝子

## スタッフ
- 脚本：土屋斗紀雄
- 音楽：渡辺俊幸
- 主題歌：中村雅俊「ありったけの愛を集めて」
- 企画：山崎一彦
- プロデュース：小川誠、小泉守
- 演出：上川伸廣、笠置高弘、唐木昭浩
- 制作協力：ビデオスタッフ、東新（現：ザ・ホライズン）、フジアール、TMCレモンスタジオ
- 制作：関西テレビ、イースト

## サブタイトル
1. 愛のゆくえ
2. 傷だらけの心
3. お願い笑って
4. 楽にさせて！
5. 離婚しないで
6. 愛される資格
7. やっぱり好き
8. 一瞬の幸せ…
9. 熱く燃えた夜
10. 私を忘れて！
11. 人生の選択